# Gare de Bollezeele
La gare de Bollezeele est une ancienne gare ferroviaire française de la ligne de chemin de fer secondaire de Herzeeele à Saint-Momelin et terminus de la ligne de chemin de fer secondaire de Bergues à Bollezeele toutes deux de la Société générale des chemins de fer économiques (SE), située sur le territoire de la commune de Bollezeele, dans le département du Nord en région Hauts-de-France.

## Histoire
L'adjudication pour la construction du dépôt a lieu à la préfecture de Lille le 9 août 1911.
La gare de Bollezeele est mise en service en 1912 lors de l'ouverture de la section Esquelbecq - Saint-Momelin de la ligne de chemin de fer secondaire de Herzeeele à Saint-Momelin de la Société générale des chemins de fer économiques. À partir de 1914, elle sert également de terminus à la ligne de chemin de fer secondaire de Bergues à Bollezeele exploitée par la même compagnie. Elle est fermée en 1951 lors de la suppression de ces deux lignes.
La gare désaffectée a été transformée en logement.

## Sources et bibliographie

### Sites internet
- « Liste des chemins de fer secondaires NORD (59) », sur le site de la FACS